# Marco Lemke
Marco Lemke (* 19. Jänner 1977 in Mondsee/Oberösterreich) ist ein österreichischer Komponist.

## Leben
Marco Lemke besuchte in den Jahren von 1987 bis 1995 das Musische Gymnasium Salzburg. Während dieser Zeit begann er seine musikalische Ausbildung an der Landesmusikschule Mondsee in Klavier bei Manfred Göhlert, Henrike Holzer-Graf und Josef Sterlinger. Zudem nahm er am Ferienkurs Komposition von Gunter Waldek auf Schloss Weinberg teil.
Nach Abschluss der Matura im Jahr 1995 studierte er bis zum Jahr 2003 Musikerziehung und Klavier bei Imre Rohrmann und Heinz Walter sowie Tonsatz und Komposition bei Ernst Ludwig Leitner an der Universität Mozarteum Salzburg. Parallel dazu studierte er an der Universität Salzburg Kombinierte Religionspädagogik, Fachtheologie und Philosophie.  AbsschlüsseMagister artium mit Auszeichnung in Musikerziehung/Kombinierte Religionspädagogik und Komposition. In den Jahren von 1998 bis 2006 besuchte er darüber hinaus Kurse in den Studienrichtungen Instrumentalpädagogik Klavier, Katholischer und Evangelischer Kirchenmusik, Komposition und Musiktheorie, Doktoratsstudium in Musikwissenschaft, Bachelorstudium Komposition und Musiktheorie sowie Masterstudium in Komposition.
In den Jahren von 2002 bis 2006 hatte Lemke eine Pastoralassistentenstelle an der Pfarre Thalgau. Parallel dazu war er von 2003 bis 2004 Unterrichtspraktikant am Musischen Gymnasium Salzburg und 2004 wissenschaftlicher Mitarbeiter am Institut für Komposition, Dirigieren und Musiktheorie der Universität Mozarteum Salzburg. Nachdem er von 2004 bis 2005 seinen Zivildienst beim Roten Kreuz Salzburg ableistete, wechselte er als Professor an das Musische Gymnasium und Mozart Musikgymnasium Salzburg.
Marco Lemke wird zu den namhaften Komponisten Oberösterreichs gezählt, er lebt mit seiner Familie am Attersee.

## Auszeichnungen (Auswahl)
- 2004: Förderpreis für Komposition des Bundeskanzleramts Österreich für Kunst und Kultur[2]
- 2005: Talentförderungsprämie für Musik des Amts der Oberösterreichischen Landesregierung[2]
- 2006: Staatsstipendium für Komposition der Republik Österreich[2]
- 2007: Staatsstipendium für Komposition des Bundeskanzleramts Österreich[2]
- 2008: Anton Bruckner Stipendium des Amts der Oberösterreichischen Landesregierung[2]

## Werke (Auswahl)

### Ensemblemusik
- W. A. Mozarts Klavierkonzert in F-Dur KV 413 – Bearbeitung für Klavier, Oboe, Klarinette, Horn und Fagott (1999)[4]
- Erstes Streichquartett – Streichquartett in drei Sätzen für zwei Violinen, Viola und Violoncello (2000)[4]
- (W)einlagen – Biblische Szenen für Sprecher, Klarinette in B, Hackbrett und Maultrommel (2004)[4]
- Das Nachthorn – Trio für zwei Oboen und Englischhorn nach einer Weise des Mönchs von Salzburg (2004)[4]
- Päan und Dithyrambus – Für Hackbrett, Klarinette in B, Streichquartett, Pauken und Triangel (2005)[4]
- Ikarus – Quintett für zwei Violinen, A–Klarinette, Viola und Violoncello (2006)[4]
- Ode on the death of a favourite cat, drowned in a tub of gold-fishes – Für Sopran, Klarinette und Klavier nach Worten von Thomas Gray (2006)[4]
- Mark Glentworth’s Blues for Gilbert – Quintett für B–Klarinette, Violine, Vibraphon, Klavier und Kontrabass (2007)[4]
- John Throwers love songs – Bearbeitung für Klarinette in A und B, Violine, Marimbaphon, Klavier und Kontrabass (2007)[4]
- Ferdigietto Swing – Bearbeitung für Klarinette in B, Violine, Klavier, Kontrabass und Schlagwerk (2007)[4]
- Leonard Bernsteins Divertimento for orchestra – Bearbeitung für Klarinette in B, Violine, Schlagwerk mit Marimbaphon, Klavier und Kontrabass (2011)[4]

### Vokalmusik
- 2 Pastorellen aus den Carmina Burana – Für Chor a cappella Sopran, Alt, Tenor und Bass (1996)[4]
- Missa „Christ ist erstanden“ – Für Chor a cappella Sopran, Alt, Tenor und Bass (1997)[4]
- 6 Lieder nach Puschkin, Blok und Mandelstam – Duo für Sopran (Tenor) und Klavier (1953)[4]
- 2 Oden des Horaz – Quartett für zwei Violinen, Viola und Violoncello mit Solostimme Alt (1998)[4]
- Altirisches Stundenbuch nach Texten keltischer Mönche – Trio für Oboe, Klarinette und Fagott mit Solostimme Bariton (1998)[4]
- Three songs of joyce and yeats – Solo für Klavier mit Solostimme Tenor (2001)[4]
- Virga Jesse – Für Chor a cappella Sopran, Alt, Tenor und Bass (2001)[4]
- Passio () – Nach Texten von Fr. Chr. Zauner für Chor Sopran, Alt, Tenor und Bass, Orgel und Schlagwerk ad lib. (2001)[4]
- Ophelias Valentine Song – Solo für Klavier und Solostimme Mezzosopran (2003)[4]
- Habakuk – Kantate für Soli, Chor und Orchester nach Texten des Propheten und Martin Luther (2003)[4]
- Bergmesse für gemischten Chor a cappella (2004)[4]
- Der Wolfgang in Rom – Für Oberstimmenchor und Orchester nach Worten von Wolfgang Amadeus und Leopold Mozart (2006)[4]
- Whet the bright steel, sons of the white dragon! – Für Sopran, Klarinette und Klavier nach Worten von Sir Walter Scott („Ivanhoe“) (2007)[4]
- Die drei Weisen – Kleine Kantate für Oboe, Klarinette und Hackbrett sowie Alt und zwei Tenöre nach Worten von Erna Blaas (2008)[4]

### Orchestermusik
- Sinfonietta für Orchester – Besetzung: zwei Flöten, zwei Oboen, zwei Klarinetten, zwei Fagotte, zwei Hörner, Pauke und Streicher (1999)[4]
- Epiphanien – 5 Stücke für großes Orchester nach literarischen Motiven von James Joyce (2002)[4]
- Ravels Quatour pour instruments a cordes 1. Satz – Bearbeitung für Kammerorchester (2003)[4]
- Jolly Jankin's Kyrie – A Carol für Altus, gemischten Chor und Orchester (2004)[4]
- Claude Debussys Clair de lune – Bearbeitung für Blasorchester, Harfe und Kontrabass (2006)[4]
- Little Buddha – Kammersymphonie für Flöte, Oboe, Klarinette in B, Fagott, Horn in F und Streicher (2008)[4]
- Jäger, Pferd und Adler – Kammersymphonie in drei Sätzen nach kasachischen Volksliedern (2010)[4]
- Groat´s church country river tales – Zwei Stücke für Jugendblasorchester (2013)[4]
- Les chimères – Sechs Visionen für großes Orchester (2014)[4]

### Oper/Musiktheater
- Verhalten im Brandfall – Sprechstück für drei Gruppen und drei Autohupen (2003)[4]
- Der frommen Helene – Versuchung und Ende – Kammeroper in einem Akt für Sopran, Klarinette in B und Hackbrett, zur Aufführung in Branntweinstuben, nach Worten von Wilhelm Busch (2007)[4]
- La Dame a la Licorne – Kammeroper in sechs Tableaus zu den Tapisserien des Hotel de Cluny in Paris (2014)[4]
- Das Erwachen der Musen – Ballett – Rezitativ für Sopran, Chor, Vokalensemble und Orchester nach einem Text aus dem Opernlibretto „Der Kuss der Kaiserin“ zum 50-jährigen Jubiläum des Musischen Gymnasiums Salzburg (2015)[4]
- Der Kuss der Kaiserin – Oper in zwei Akten zur Feier des 50-jährigen Bestehens des Musischen Gymnasiums Salzburg (2016)[4]